# Красная новь

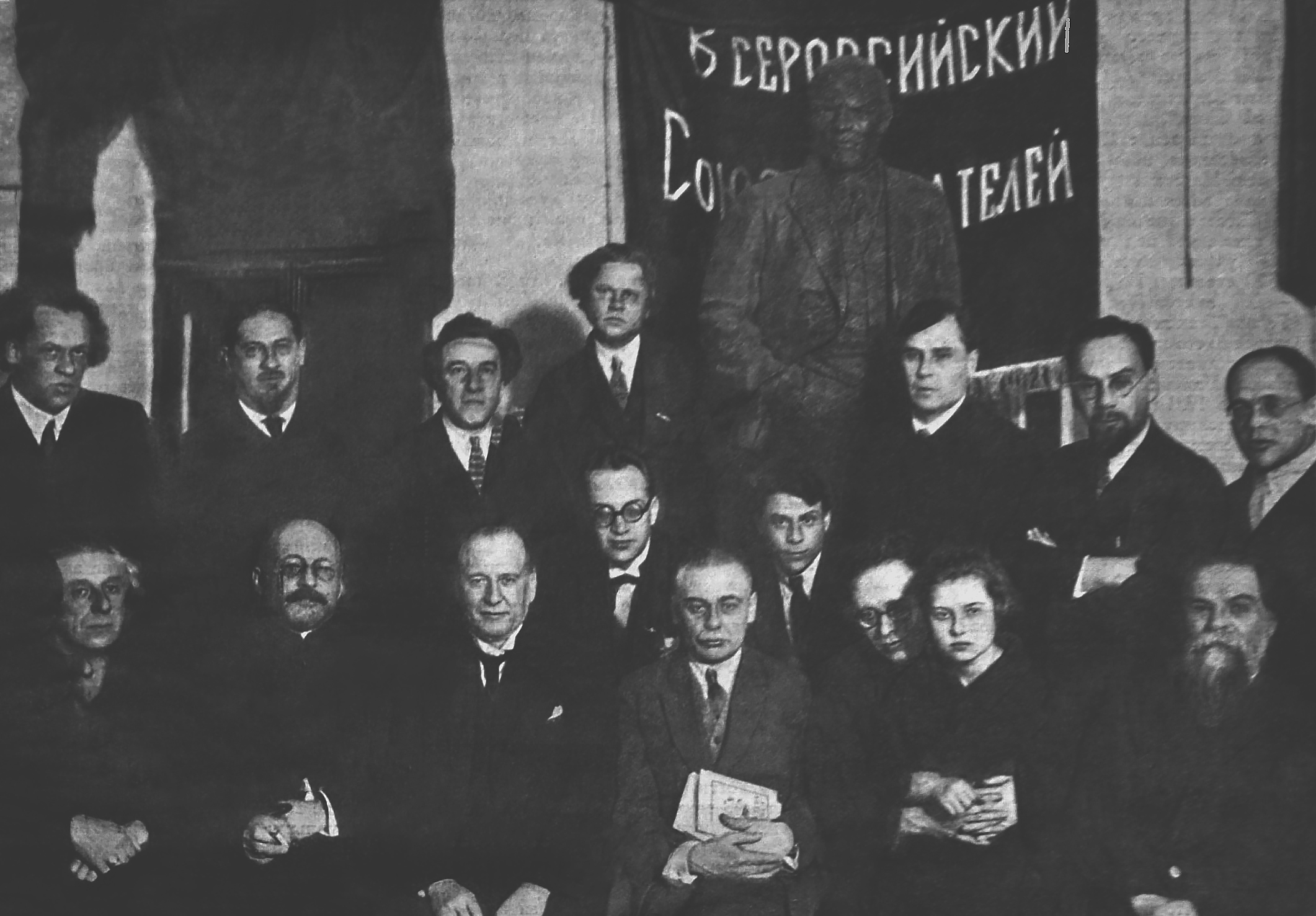

«Кра́сная новь» — советский литературный журнал, существовавший с 1921 по 1941 год, первый толстый литературный журнал, появившийся после революции. Выходил вначале два раза в месяц, затем — ежемесячно. До Великой Отечественной войны являлся одним из трёх крупнейших литературных журналов страны.
Периодом расцвета «Красной нови» было редакторство Александра Воронского, который объединил лучшие молодые силы литераторов-попутчиков и печатал наиболее значительные произведения новой литературы.

## Группа «Перевал»
Под руководством А. К. Воронского при журнале была организована молодёжная литературная группа «Перевал». Её председателем был Николай Зарудин.
Группа получила название по статье А. К. Воронского «На перевале» (опубликована в ноябре 1923 года), в которой провозглашался переход от современной «убогой» литературы к грядущей коммунистической. В 1927 году под манифестом «Перевала» подписалось 56 писателей.
Журнал подвергался постоянно усиливающимся нападкам со стороны группы «Октябрь», и в 1927 году Воронский был снят с должности главного редактора по обвинению в троцкизме.
В журнале публиковались статьи и художественные произведения таких известных и начинающих писателей, как М. Горький, В. Маяковский, С. Есенин и многие другие. Публиковались и статьи партийных и государственных деятелей.
Осенью 1941 года редакция была эвакуирована, летом 1942 года журнал был закрыт.

## Полемика 1920-х годов
В 1920-е годы развернулась острая полемика о будущем советского искусства, в которой главный редактор журнала «Красная новь» А. Воронский представлял Всероссийский союз писателей, а ему оппонировали деятели ВАПП под идейным руководством Л. Авербаха, издававшие журнал «На посту».
Открытая дискуссия состоялась на совещании «О политике партии в художественной литературе» 9 мая 1924 года в Отделе печати ЦК РКП(б). «В сущности, спор шёл о том, каким быть искусству после революции: сохранять ли ему свою специфику в познании мира или подчиниться политике, отождествиться с нею в видении мира и способах его интерпретации», — считает исследователь литературной полемики 1920-х годов Г. А. Белая.
«Напостовцы» явно выразили желание принципиально игнорировать значение художественных критериев при оценке искусства, всецело подчиняя литературу политике. Воронский утверждал: вопрос о природе искусства преследует политические цели опосредованно, однако оно имеет «собственные методы… свои законы развития, свою историю». Противодействуя попыткам повесить на «попутчиков» ярлык «буржуазности», Воронский возразил: «У нас проповедуют и советуют выбросить классиков за борт современности, в то время как перед рабочим классом стоит задача научить массу крестьян и рабочих читать и понимать Пушкина, Толстого, Горького».

## Авторский актив

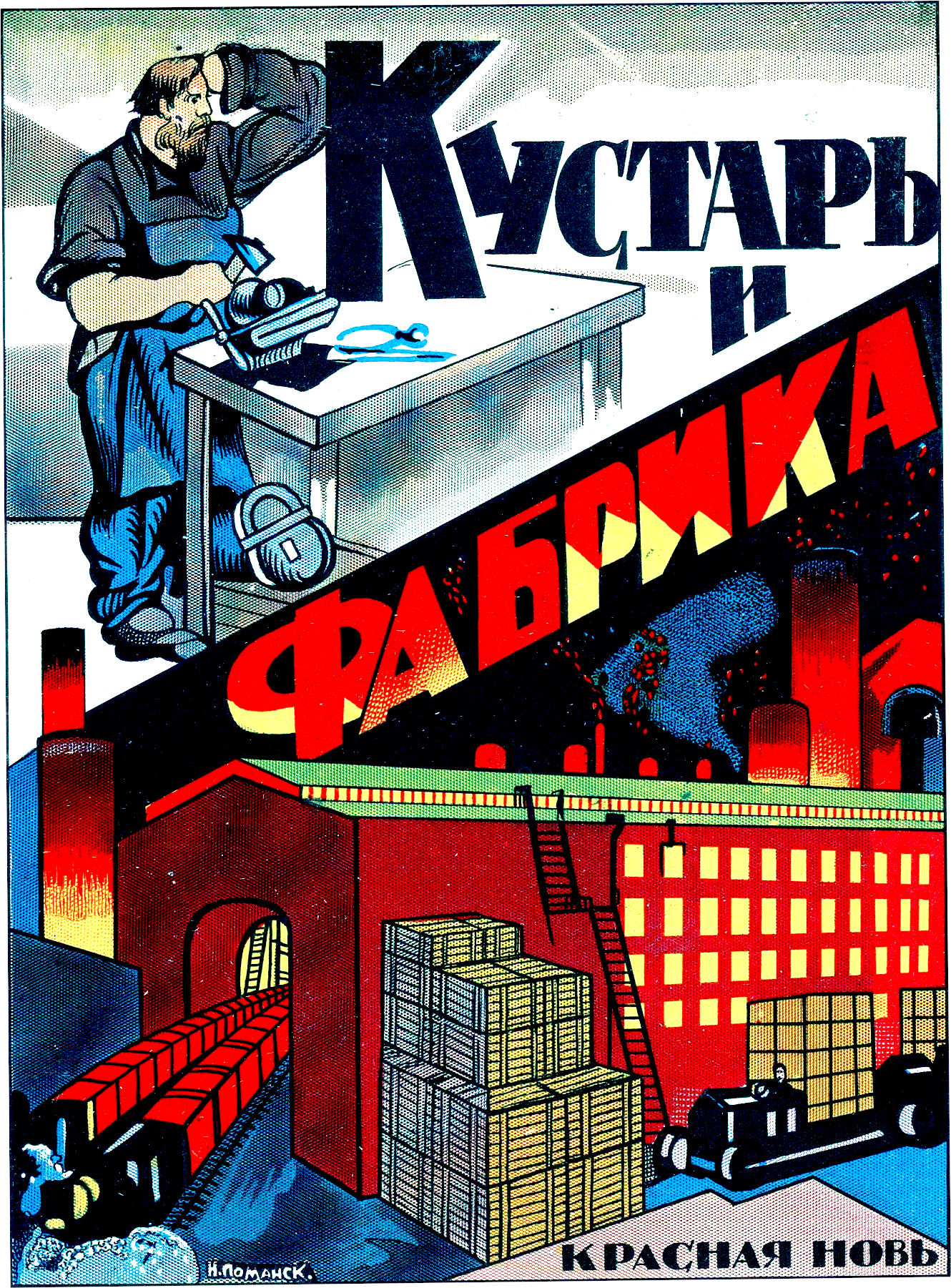
Эскиз для обложки журнала «Красная новь», 1920-е годы. Художник Николай Поманский

«Нужно помнить, что подавляющее большинство подлинных художников, от А. Толстого и „попутчиков“ вплоть до пролетарских писателей, работает в „Красной нови“, а не с журналом „На посту“, — заявил А. Воронский на совещании „О политике партии в художественной литературе“ 9 мая 1924 года в Отделе печати ЦК РКП(б). — Я говорю не как Воронский, а как представитель той литературы, которая работает в „Красной нови“, в „Круге“, в „Кузнице“, в кружке молодняка „Перевал“, то есть говорю я от имени почти всей действительной, молодой советской литературы. Эта литература пойдет за нами. С „напостовцами“ им делать нечего».
Воронский перечислил разные группы авторского актива журнала.
«Старики»: М. Горький, А. Толстой, М. Пришвин, В. Вересаев, Шагинян, Вольнов, Подъячев, Ольга Форш, К. Тренёв, Никандров и др.
Молодые писатели, которые выдвинулись в революцию (молодые «попутчики»): Бабель, Иванов, Пильняк, Сейфуллина, Леонов, Малашкин, Никитин, Федин, Зощенко, Слонимский, Буданцев, Есенин, Тихонов, Клычков, Орешин, Вера Инбер, Ефим Зозуля, Валентин Катаев и т. д.
Футуристы: Маяковский, Асеев, Пастернак, Третьяков.
Пролетарские писатели и коммунисты: Брюсов, Серафимович, Аросев, Касаткин, Сергей Семёнов, Свирский, Казин, Александровский, Ляшко, Обрадович, Волков, Якубовский, Герасимов, Кириллов, Гладков, П. Низовой, Новиков-Прибой, Макаров, Дружинин и т. д.

## Главные редакторы
- 1921—1927 — Александр Воронский
- лето 1927 — весна 1929 — редколлегия в составе В. Васильевского, Ф. Раскольникова, В. Фриче, с 1928 также Вс. Иванова (фактический редактор Васильевский)
- № 6, 1929 — № 5, 1930 — Ф. Раскольников
- № 6, 1930 — № 2, 1931 — И. Беспалов
- с № 3, 1931 — Александр Фадеев. Редакторы: Всеволод Иванов, Леонид Леонов[3].

## Тираж
- 1921 — 15 000 экз. (№ 1), 25 000 экз. (последующие)
- 1922 — 10 000 — 12 000 экз.
- 1929 — 12 000 — 15 000 экз.
- 1932 — 22 000 экз.
- 1939 — 45 000 экз.
- 1941 — 45 000 экз.

## Адреса
- Милютинский пер., 22/Сретенский б., 6 (до 1923—1924)
- Кривоколенный пер., 14